# Lung Yeuk Tau

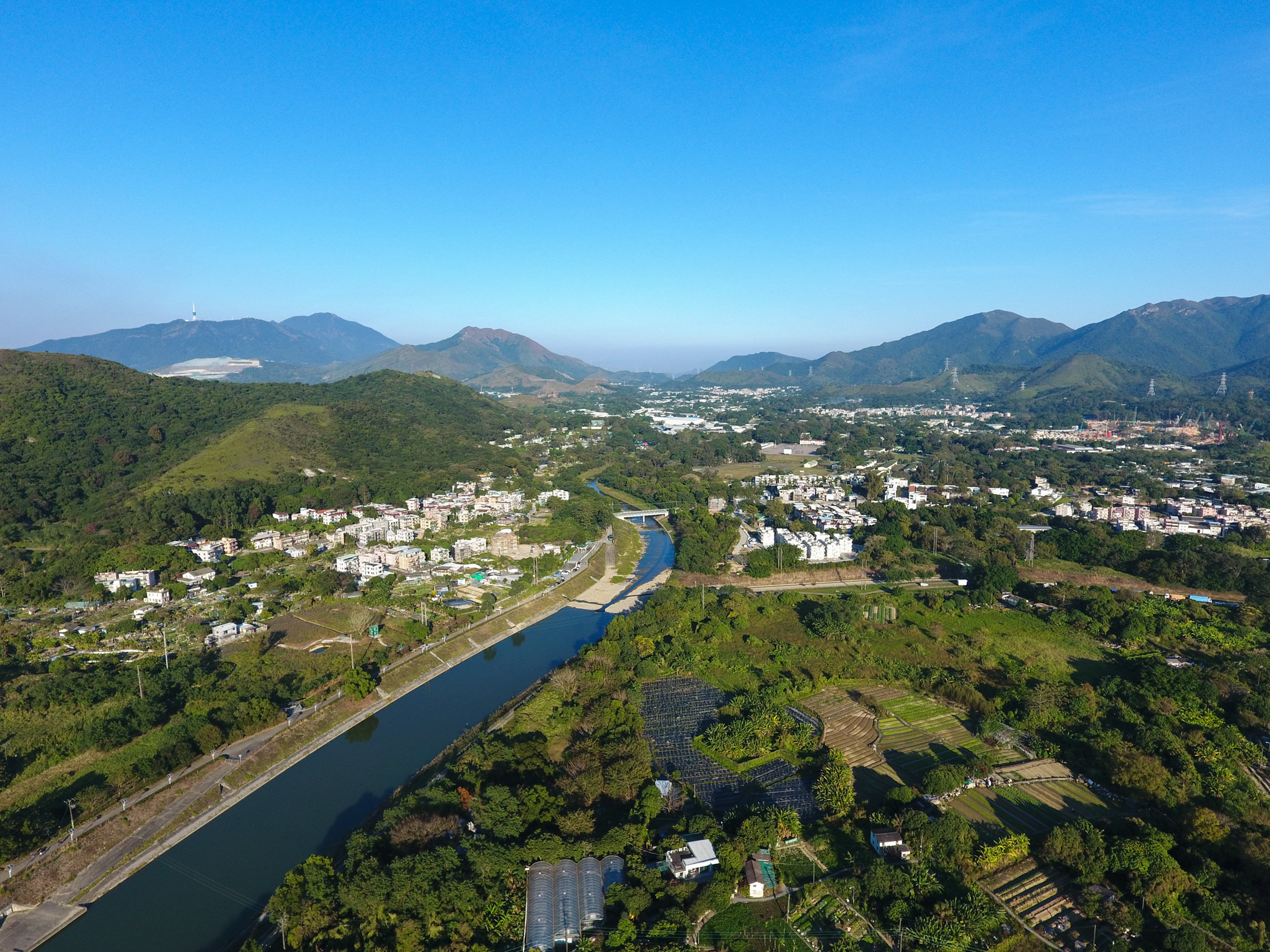
Lung Yeuk Tau

Lung Yeuk Tau (chinesisch 龍躍頭 / 龙跃头, Pinyin Lóngyuètóu, Jyutping Lung4joek6tau4 – „Berg des Springenden Drachens“, ugs. auch als Lung Ku Tau 龍骨頭,  Lónggǔtou – „Drachenknochenberg“ bzw. Lung Ling 龍嶺,  Lónglǐng – „Drachengipfel“) liegt im Distrikt Nord (englisch North District) im Norden der New Territories (deutsch Neuen Territorien), im sogenannten Hinterland, im Norden der Sonderverwaltungszone Hongkong. Die ländliche Region mit seinen Dörfer befindet sich nordöstlich vom historischen Ortsteil Luen Wo Hui (聯和墟 – „Verbund-Frieden-Markt“) im Norden von Fanling (粉嶺 – „Pulver-Gipfel“), eine alte Ortschaft für einstigen Ackerflächen und ein Bauernmarkt der nahen Umgebung. Sie liegt im Nordosten der Planstadt Fanling-Sheung Shui New Town bei Sheung Shui im äußersten Norden Hongkongs.
In den New Territories wohnen die fünf großen Familienklans der Urbewohner Hongkongs seit mehrere Hundert Jahren. Die Region ist maßgeblich geprägt durch die Sippschaft des Tang-Klans (鄧氏), der sich auf eine Abstammung von der Song-Dynastie zurückführte und im 13. Jahrhundert in das Gebiet einwanderte. Ein Zweig des Tang-Klans gründeten hier in der Gegend die Bergdorf-Gruppe der „Fünf Wai und Sechs Tsuen“ (五圍六村, englisch Five Wai and Six Tsuen – „fünf umwallte Dörfer und sechs Dörfer“).
Auf Grund der Geschichte dieser Region und der bis heute beibehaltene und ausgeübte alte Traditionen und Bräuche in den Siedlungsgebieten der Dörfer dieser Gegend, wie beispielsweise der gemeinsamen Andacht zum Frühling und Herbst, dem alljährlichen Tin-Hau-Fest oder dem nur alle zehn Jahre abgehaltenen daoistischen Fest des Tai Ping Ching Chiu (太平清醮 – „Friedens-Fürbitte“), beschloss die Hongkonger Regierung Ende 1999 einen 2,6 km lange „nördlichen Geschichtslehrpfad“, den Lung Yeuk Tau Heritage Trail (龍躍頭文物徑 – „Lung Yeuk Tau-Denkmalpfad“), einzurichten. Es ist in Hongkong der zweite Lehrpfad (englisch Heritage Trail, 文物徑) seiner Art, neben dem 1993 eröffneten 1,6 km lange ersten „westlich gelegenen Geschichtslehrpfad“, dem Ping Shan Heritage Trail, im Westen der New Territories.

## Sehenswürdigkeiten
Da die meisten Gebäude in Privatbesitz sind, sind sie soweit nicht anders angegeben nicht der Öffentlichkeit zugänglich.
| Name                                                      | Abbildung | Beschreibung |
| --------------------------------------------------------- | --------- | --- |
| Siu Hang Tsuen (小坑村)                                   |           | - Vor 200 Jahren vom Tang-Klan gegründet. - Der Torbogen (links im Bild) wurde 1960 für besseres Feng Shui für männlichem Nachwuchs erbaut. - Im Tempel Fuk Tak Tsz (福德祠; rechts im Bild) wird der Erdgott verehrt                                                                        |
| San Wai (新圍) bzw. Kun Lung Wai (覲龍圍)                 |           | - Einer Inschrift am Torsturz nach im Jahr 1744 (dem Jahr kun lung) gegründet. - typisches eingewalltes Dorf (wai) mit denkmalgeschützten (Mauer 1988 und Türme 1993) Ziegelmauern und je einem Wachturm aus Granit an jeder der vier Ecken                                                  |
| Sin-Shut-Studierhalle (善述書室) in San Uk Tsuen (新屋村) |           | - 1840 zu Ehren von Tang Wan-kai zur Ahnenverehrung und Erziehung der Klanmitglieder errichtet |
| Wing Ning Wai (永寧圍)                                    |           | - vor 400 Jahren gegründetes, früher eingewalltes Dorf - der markante Eingang wurde 1744 aus roten Sandstein erbaut |
| Wing Ning Tsuen (永寧村)                                  |           | - vor 300 Jahren gegründet |
| Tung Kok Wai (東閣圍) bzw. Ling Kok Wai (嶺角圍)          |           | - im 13. Jahrhundert zum Schutz vor Fluten auf erhöhtem Grund errichtet - die frühere Wallmauer ist nur noch in Teilen erhalten und das Torhaus eine Rekonstruktion von 1953 |
| Tang-Chung-Ling-Ahnenhalle (松嶺鄧公祠)                   |           | - im frühen 16. Jahrhundert zu Ehren von Tang Chung-ling errichtet ist sie heute das Zentrum der Ahnenverehrung des Tang-Klans - denkmalgeschützt seit 1997 - reich ausgestattete Innenhalle mit Holzschnitzereien, farbiger Gipsfiguren und Wandmalereien - öffentlich zugänglich           |
| Tin-Hau-Tempel (天后宮)                                   |           | - Haupthalle ist der Göttin Tin Hau, sowie ihrer Wachen Chin Lei Ngan und Shun Fung Yi geweiht - rechte Kammer ist dem Erdgott geweiht - denkmalgeschützt seit 2002 |
| Lo Wai (老圍)                                             |           | - erstes vom Tang-Klan errichtetes Dorf - Mauern und Türme wurden 1997 denkmalgeschützt |
| Ma Wat Wai (麻笏圍)                                       |           | - im 18. Jahrhundert gegründetes früher eingewalltes Dorf - das Torhaus aus Granit ist seit 1994 denkmalgeschützt |
| Shek Lo (石廬)                                            |           | - 1924 vom Gründer des Wah Yan Colleges Tsui Yan-sau (徐仁壽; 1881–1981) erbaut, wobei das Mauerwerk, der Balkon und die Säulen in einem westlichen an Kolonialhäuser angelehntem Stil gebaut wurden, das Dach und die Räume aber in einer traditionell chinesischen Form.                   |
| Tsung-Kyam-Kirche (崇謙堂)                                |           | - 1903 predigte der frühere Pastor der Basler Mission, Ling Qilin (凌啟蓮), in Fangling und errichtete eine Kirche, wobei aus der Ansiedlung seiner Gemeindemitglieder das umgebende Dorf Shun Him Tong (崇謙堂村) entstand - das heutige Gebäude stammt von 1927, der zweite Stock von 1951 |
| Gedenksteine zur Abwehr böser Geister (擋煞碑石)          |           | - errichtet an Orten mit schlechtem Grund oder an Orten mit einer erhöhten Anzahl an Verkehrsunfällen |
| Schreine des Erdgotts (社壇, Jyutping se5 taan4)          |           | - am Dorfeingang aufgestellte Steinschreine zur Verehrung des Erdgottes Fuk Tak Kung (福德公) |

### Fünf Wai und Sechs Tsuen
Zu den „Fünf Wai“ (五围; ein „wai“ ist ein umwalltes Dorf) zählen:
Lo Wai (老圍 / 老围),
Ma Wat Wai (麻笏圍 / 麻笏围),
Wing Ning Wai (永寧圍 / 永宁围),
Tung Kok Wai (東閣圍 / 东阁围) bzw. Ling Kok Wai (嶺角圍 / 岭角围) und
San Wai (新圍 / 新围) bzw. Kun Lung Wai (覲龍圍 / 觐龙围).
Zu den „Sechs Tsuen“ (六村; „tsuen“ bedeutet Dorf) zählen:
Ma Wat Tsuen (麻笏村 / 麻笏村),
Wing Ning Tsuen (永寧村 / 永宁村) bzw. Tai Tang (大廳 / 大厅),
Tsz Tong Tsuen (祠堂村),
San Uk Tsuen (新屋村),
Siu Hang Tsuen (小坑村) und
Kun Lung Tsuen (覲龍村 / 觐龙村).